# Anathyrsotis ceriochranta
Anathyrsotis ceriochranta är en fjärilsart som beskrevs av Edward Meyrick 1939. Anathyrsotis ceriochranta ingår i släktet Anathyrsotis och familjen stävmalar. Inga underarter finns listade i Catalogue of Life.